# Ambit (Situraja)
Ambit is een bestuurslaag in het regentschap Sumedang van de provincie West-Java, Indonesië. Ambit telt 1952 inwoners (volkstelling 2010).